# Stortjärnen (Ramsele socken, Ångermanland, 704711-151904)
Stortjärnen är en sjö i Sollefteå kommun i Ångermanland och ingår i Ångermanälvens huvudavrinningsområde. Sjön har en area på 0,056 kvadratkilometer och ligger 288,2 meter över havet.

## Delavrinningsområde
Stortjärnen ingår i det delavrinningsområde (704616-152006) som SMHI kallar för Utloppet av Lill-Grössjön. Medelhöjden är 301 meter över havet och ytan är 3,41 kvadratkilometer. Räknas de 22 avrinningsområdena uppströms in blir den ackumulerade arean 177,1 kvadratkilometer. Lafsan (Lövlundsån) som avvattnar avrinningsområdet har biflödesordning 3, vilket innebär att vattnet flödar genom totalt 3 vattendrag innan det når havet efter 145 kilometer. Avrinningsområdet består mestadels av skog (80 procent). Avrinningsområdet har 0,27 kvadratkilometer vattenytor vilket ger det en sjöprocent på 7,9 procent.